# Mary Dresselhuys Prijs
De Mary Dresselhuys Prijs is in 1992 in het leven geroepen door Joop van den Ende, die met die prijs het werk van de actrice Mary Dresselhuys wilde eren. Op 5 september van dat jaar werd de prijs voor de eerste keer uitgereikt, en wel aan Dresselhuys zelf. Sindsdien wordt de prijs zo'n beetje elke twee jaar toegekend.
De prijs bestaat uit een bedrag van 12.500 euro, te besteden aan verdergaande ontwikkeling in alle vormen van toneelspelen.

## Winnaars
- 1992 – Mary Dresselhuys
- 1994 – Jeroen Willems
- 1996 – Katelijne Damen
- 1998 – Porgy Franssen
- 2000 – Ramsey Nasr
- 2002 – Sylvia Poorta
- 2004 – Jacob Derwig
- 2006 – toneelgezelschap Wunderbaum
- 2008 – Beppie Melissen
- 2011 – Tjitske Reidinga
- 2013 – Fedja van Huêt
- 2015 – Anniek Pheifer
- 2017 – Steef de Jong
- 2021 - Eline Arbo
- 2022 - Janni Goslinga